# Sir David Attenborough (schip, 2018)
RRS Sir David Attenborough is een onderzoeksschip van het Natural Environment Research Council (NERC). Het wordt uitgebaat door het British Antarctic Survey (BAS). Het heeft ten doel om onderzoek te doen in arctische gebieden, alsook logistieke steun te bieden. Het schip vervangt twee bestaande schepen, de RRS James Clark Ross en de RRS Ernest Shackelton. Het is genoemd naar de Britse bioloog en televisiemaker David Attenborough. De afkorting RRS staat voor Royal Research Ship.

## Achtergrondinformatie
In 2014 maakte de regering van het Verenigd Koninkrijk bekend dat ze gelden vrij zou maken voor de bouw van een nieuw polair onderzoeksschip voor het British Antarctic Survey, om zo de verouderde vloot te kunnen vervangen. Het schip is uitgerust met de nieuwste technologieën, zodat het onderzoek kan doen in de koudste regionen, met een versterkte romp die dienst doet als ijsbreker en het kan langere tochten maken dan zijn voorgangers. Naast  onderzoeksschip dient het ook als logistiek ondersteuningsschip voor de BAS teams die meer in het binnenland zitten.
BAS heeft samengewerkt met Houlder Ltd.; zij waren verantwoordelijk voor het opstellen van het algemene ontwerp van het schip. Na de overlegperiode in 2015 werd Rolls-Royce Holdings geselecteerd om het ontwerp te verfijnen en alle laatste details te berekenen. Daarna werd Cammel Laird uit Birkenhead aangesteld als scheepswerf die verantwoordelijk was voor de gehele bouw van het schip.
Het allereerste staal voor het schip werd geleverd in juli 2016. De kiellegging-ceremonie voor het schip, met rompnummer 1390, was op 17 oktober 2016. De constructiemethode, het maken van verschillende blokken en deze achteraf aan elkaar lassen, wordt ook wel sectiebouw genoemd. Het overgrote deel van de secties werd gebouwd door Cammel Laird in Birkenhead. Door tijdsgebrek werd de achtersteven ('Block 10' genaamd) gebouwd door A&P Group aan de rivier Tyne. Deze sectie is met een drijvend ponton naar Merseyside getransporteerd. Op 14 juli 2018 werd de RRS Sir David Attenborough te water gelaten. 16 november 2021 vertrok het schip voor de eerste reis met bestemming Antarctica.

## Beschrijving
Het schip is 125 meter lang, 24 meter breed met een zomerdiepgang van 7 meter. Met een kruissnelheid van 13 knopen (24 km/u) heeft ze een bereik van 19.000 nautische mijl (35.000 km). De ladingscapaciteit is 900 kubieke meter. Er is ook ruimte voor een helikopter. Het schip kan door 1 meter dik ijs breken, met een snelheid van 3 knopen (5,6 km/u). Er is accommodatie voor 30 bemanningsleden en 60 wetenschappers.

## Naamgevingswedstrijd
In maart 2016 kondigde het NERC aan dat er een wedstrijd zou worden gehouden om een nieuwe naam te vinden voor het schip. Eerder gebruikte namen zouden niet worden toegelaten, maar verder waren alle suggesties welkom. Voormalig BBC radio Jersey presentator James Hand gaf Boaty McBoatface als suggestie. Al snel won deze naam aan populariteit; binnen de kortste keren stond het bovenaan in de wedstrijd. Hierna reageerde het NERC dat deze nog steeds het laatste oordeel zou hebben en dat daarom de populairste keuze niet automatisch de naam zou worden.
Volgend op de openbare wedstrijd kwam het NERC met de hashtag #NameOurShip. Opnieuw ging de naam RRS Boaty McBoatface met de meeste aandacht lopen. Aangezien ook deze actie niet bindend was, werd het schip genoemd naar de Britse bioloog en televisiemaker David Attenborough. Toch werd er rekening gehouden met de grote populariteit van de naam Boaty McBoatface: een van de ROV's (onderwater-robots) van het schip werd deze naam gegeven.